# Казе Лаго (Ређо Емилија)
Казе Лаго је насеље у Италији у округу Ређо Емилија, региону Емилија-Ромања.
Према процени из 2011. у насељу је живело 28 становника. Насеље се налази на надморској висини од 41 м.